# Primavera (kommun)
Primavera är en kommun i Chile.   Den ligger i provinsen Provincia de Tierra del Fuego och regionen Región de Magallanes y de la Antártica Chilena, i den södra delen av landet, 2 200 km söder om huvudstaden Santiago de Chile. Antalet invånare är 545. Arean är 4 614 kvadratkilometer.
Terrängen i Primavera är kuperad söderut, men norrut är den platt.
Trakten runt Primavera består i huvudsak av gräsmarker. Trakten runt Primavera är nära nog obefolkad, med mindre än två invånare per kvadratkilometer.